# Кшепиці (Свентокшиське воєводство)
Кшепиці (пол. Krzepice) — село в Польщі, у гміні Сецемін Влощовського повіту Свентокшиського воєводства.
Населення — 68 осіб (2011).
У 1975-1998 роках село належало до Ченстоховського воєводства.

## Демографія
Демографічна структура на день 31 березня 2011 року:
|          | Загалом | Допрацездатний вік | Працездатний вік | Постпрацездатний вік |
| -------- | ------- | ------------------ | ---------------- | -------------------- |
| Чоловіки | 30      | 7                  | 21               | 2                    |
| Жінки    | 38      | 6                  | 18               | 14                   |
| Разом    | 68      | 13                 | 39               | 16                   |